# Вілла-Ридж (Міссурі)
Вілла-Ридж (англ. Villa Ridge) — переписна місцевість (CDP) в США, в окрузі Франклін штату Міссурі. Населення — 2601 особа (2020).

## Географія
Вілла-Ридж розташована за координатами 38°28′6″ пн. ш. 90°52′55″ зх. д. / 38.46833° пн. ш. 90.88194° зх. д. (38.468377, -90.882079).  За даними Бюро перепису населення США в 2010 році переписна місцевість мала площу 12,67 км², з яких 12,58 км² — суходіл та 0,08 км² — водойми.

## Демографія
Згідно з переписом 2010 року, у переписній місцевості мешкало 2636 осіб у 948 домогосподарствах у складі 738 родин. Густота населення становила 208 осіб/км².  Було 1016 помешкань (80/км²).
Расовий склад населення:
| - 96,4 % — білих - 1,3 % — чорних або афроамериканців - 0,5 % — азіатів - 0,4 % — корінних американців |

До двох чи більше рас належало 1,2 %. Частка іспаномовних становила 1,7 % від усіх жителів.
За віковим діапазоном населення розподілялося таким чином: 26,6 % — особи молодші 18 років, 60,4 % — особи у віці 18—64 років, 13,0 % — особи у віці 65 років та старші. Медіана віку мешканця становила 38,5 року. На 100 осіб жіночої статі у переписній місцевості припадало 94,0 чоловіків;  на 100 жінок у віці від 18 років та старших — 92,8 чоловіків також старших 18 років.
Середній дохід на одне домашнє господарство  становив 51 415 доларів США (медіана — 42 650), а середній дохід на одну сім'ю — 57 255 доларів (медіана — 50 804). За межею бідності перебувало 25,8 % осіб, у тому числі 42,7 % дітей у віці до 18 років та 2,6 % осіб у віці 65 років та старших.
Цивільне працевлаштоване населення становило 1110 осіб. Основні галузі зайнятості: виробництво — 17,5 %, освіта, охорона здоров'я та соціальна допомога — 16,5 %, мистецтво, розваги та відпочинок — 11,4 %, науковці, спеціалісти, менеджери — 8,6 %.